# Oumar Seck
Pour les articles homonymes, voir Seck.
Omar Seck, né le 20 janvier 1946 à Dakar, mort le 24 mars 2010 à Dakar, est un comédien sénégalais.

## Biographie
Cheikhou Oumar Seck de son vrai nom suit sa scolarité à l’école Malick Sy et au lycée Van Vollenhoven (aujourd'hui Lamine Guèye). Ayant découvert le théâtre en 1962 au théâtre du Palais, il apprend l’art dramatique en cours du soir durant trois ans à Dakar auprès de Pierre Richy, Jacques Michel et Abdoulaye Dieng Mbadane. Major de sa promotion, titulaire des prix de théâtre et d’interprétation et du premier prix de diction, on lui propose une bourse pour aller en France.
Il est formé à l'Institut national des arts du Sénégal, au Théâtre des Nations à Paris et au Centre dramatique de la rue Blanche de Paris.
Pensionnaire à partir de 1968 au Théâtre national Daniel-Sorano, sous la direction de Maurice Sonar Senghor, dans un contexte de décolonisation, d'affirmation culturelle de l'Afrique et d'activisme culturel, il est de toutes les créations et des tournées en Afrique en Europe. 
En 1969, il tient son premier grand rôle avec Laobé Penda dans L’Exil d’Albour de Cheikh Aliou Ndao, lors du Festival panafricain d'Alger, pour laquelle le Sénégal remporte la Médaille d’or du théâtre. Sous la direction de Boubacar Guiro, il joue ensuite Lat Dior dans Niani Bagn na en 1986 au stade Demba Diop.
Il apparaît également au cinéma, dans Dakar Clando de William Mbaye, Guelwaar de Sembène Ousmane, Deweneti de Dyana Gaye, TGV de Moussa Touré, pour lequel il remporte le Bayard du meilleur rôle à Namur (Belgique) en 1998, joue pour la télévision et la radio, notamment dans une vingtaine de pièces radiophoniques pour RFI lors du concours inter-africain de langue française.
Pressenti pour interpréter le rôle principal du Roi Christophe pour l’inauguration du monument de la Renaissance africaine, il meurt dix jours avant.
Il est le père de Moda Seck ancien Directeur de Satelit Magazine et actuel Directeur de Publication de Metro Dakar Magazine. Oumar Seck est lauréat du Doura 97, à l'occasion de la journée mondiale du théâtre, de la « couronne d’ébène » des rencontres internationales du Cameroun en 1998, du Grand prix du Président de la République pour les Arts en 1999. Il est Chevalier de l’Ordre National du Mérite et Officier de l’Ordre national du Lion.